# Комоны
Комоны (фр. Les Caumont) — французский дворянский род.

## История
«Дом Комонов имел особенно блестящее положение среди французской знати». Две главные линии рода: Комон-Лафорсы (протестантская, угасла в 1764) и Комон-Лозёны (католическая, угасла в 1723), частью историков рассматриваются как фамилии, имеющие разное происхождение. Происхождение ныне существующей линии Комон-Бовилла, представители которой носят титул герцогов де Лафорс, от угасшего рода Комон-Лафорсов также является предметом споров{.

### Комон-Лафорсы
Происхождение Комон-Лафорсов неясно. Некоторые авторы возводили его к сеньорам де Кальмон д'О (Calmont d'Olt) в Руэрге, занимавшим в этой провинции высокое положение в средние века. Это семейство, генеалогию которого приводит де Барро в своих Documents historiqueset généalogiques sur les familles de Rouergue, носило герб с черным леопардом в серебряном поле, и несколько его представителей пользовались именем Бегон (Bégon), также встречающимся среди первых известных Комон-Лафорсов. Кальмоны пресеклись в мужской линии с Раймоном де Кальмоном, епископом Родеса (1274), составившим завещание в 1297 году.
Более вероятно, что этот род берет свое имя от сеньории Комон в окрестностях Марманда в Гиени. Первый сеньор этого места Жоффруа де Комон упоминается в 1079 году. Некий Кало, или Каломонт, носивший герб Комон-Лафорсов, участвовал в Первом крестовом походе и отличился при осаде Никеи. Бегон, сеньор де Комон и де Кастельно в Ажене в 1211 году был донатором аббатства Граммон, и, по-видимому, его не следует смешивать с жившим в то же время Бегоном Кальмоном д'О из Руэрга. Традиционно считается, хотя этому нет доказательств, что указанный Бегон де Комон, от которого идет последовательная филиация Комон-Лафорсов, был братом Номпара де Комона, упомянутого в актах 1211, 1218 и 1242 годов, от которого большинство генеалогов производят линию Комон-Лозёнов.
По словам отца Ансельма: «Находят несколько домов, наименованных Комон, Кальмон или Шомон де Кальвомонт в Гиени, Руэрге, Лангедоке, Арманьяке и Базадуа. Именно из сеньории Комон в Гиени ведут генеалогию, как герцоги де Лафорсы, взявшие от нее свое имя, так и герцоги де Лозёны».
Бранделис де Комон, сеньор де Бербигьер и Кастельно, потомок Бегона в IX колене и Кало (Каломонта) в XV-м, в 1444 году женился на Маргерит, внебрачной дочери Оливье Бретонского, графа де Пентьевра. Он составил завещание в 1461 году, назначив универсальным наследником старшего сына Франсуа, от которого пошла старшая линия рода, а младшему Шарлю, основателю линии сеньоров де Бербигьер и Монбетон (и от которой, как считается, происходит ветвь сеньоров де Бовилла), оставив земли, зависевшие от баронии Кастельно.
Сын Франсуа де Комона Шарль (ум. 1527), сеньор де Кастельно и Тоннен, женился на Жанне де Перюс де Кар, его внук Франсуа де Комон, сеньор де Кастельно, обратился в кальвинизм и был убит во время резни святого Варфоломея. В 1554 году он женился на Филиппе де Бопуаль, вдове Франсуа де Вивона, наследнице значительного владения Ла-Форс под Бержераком в Перигоре. Его сын Жак-Номпар де Комон, сеньор де Лафорс, один из наиболее значительных военачальников своего времени, добился в 1622 году маршальского жезла, а в 1637-м возведения сеньории Ла-Форс в ранг герцогства-пэрии. В браке с Катрин де Гонто, дочерью маршала Бирона, он имел многочисленное потомство. Его старший сын Арман-Номпар также был маршалом Франции и выдал свою дочь замуж за Тюренна. Второй сын Анри-Номпар (ум. 1678), маркиз де Кастельно, кампмаршал, унаследовал герцогский титул от старшего брата и продолжил род.
У третьего герцога де Лафорса было несколько сыновей. Старший Жак Номпар погиб в 1634 или 1635 году, младший Арман-Номпар, маркиз де Монпуйян, эмигрировал после отмены Нантского эдикта, был генералом голландской службы и палатным дворянином короля Вильгельма III. Внук герцог Жак Номпар II (ум. 1699) был вынужден обратиться в католицизм,  его старший сын Анри-Жак Номпар (1675—1726), член Французской академии, разбогатевший на финансовой афере Джона Ло, умер бездетным, и ему наследовал младший брат Арман Номпар II (ум. 1764), переживший двух своих сыновей и оставивший только дочь, вышедшую за Анна-Иллариона де Галар де Брассака, графа де Беарна.
Дочь от этого брака вышла за Бертрана Номпара де Комона, сеньора де Бовилла, и их потомству был передан титул герцогов де Лафорс.

### Комон-Бовилла
Происхождение сеньоров де Бовилла от линии сеньоров де Бербигьер и Монбетон, младшей ветви Комон-Лафорсов, является предметом споров. Виконт Реверан считает, что оно «никогда не было доказано», Гюстав Ше д'Эст-Анж полагает, что за сто с лишним лет, прошедшие от официального признания их принадлежности к Комонам, до времени публикации его словаря, накопилось некоторое количество документальных свидетельств в их пользу, а сомнения объясняются ошибкой отца Ансельма, указавшего в своей генеалогии линию Бербигьер и Монбетон, как пресекшуюся (генеалогия этого автора в данном случае неполна, на что указывал в свое время Ж.-Б. де Курсель). Жан де Жорген считает генеалогию сеньоров де Бовилла подлинной, при этом подробно разбирая аргументы Ше д'Эст-Анжа.
Шарль де Комон, младший сын Бранделиса де Комона, получил от отца сеньорию Бербигьер и земли Алла, Сен-Жермен, Карв и Кладиш, четыре последние зависимые от баронии Кастельно, доставшейся его старшему брату. Шарль де Комон составил завещание 12 февраля 1508, назначив универсальным наследником старшего сына Франсуа, женившегося в 1528 году на демуазели Жанне де Сент-Этьен, наследнице сеньории Монбетон в диоцезе Монтобана. По условиям брачного контракта он принял обязательство расчетвертовать свой герб, добавив туда знаки Сент-Этьенов.
Франсуа составил завещание 26 января 1566, упомянув в нем троих сыновей, из которых младший Франсуа был продолжателем рода. Он принял титул барона де Монбетона и в свою очередь составил завещание 4 января 1596. От первой жены Мари-Франсуазы д'Эмери де Массёжи он имел сына Жана, барона де Монбетона, продолжившего линию, а от второй, Олимп Витель де Бюи, Эркюля, сьёра де Бовилла.
Родословие баронов де Монбетон никогда не вызывало сомнений. Жан де Монбетон женился в 1612 году на Мари д'Алис, дочери сборщика тальи в области Керси. Он был отцом Давида де Комона, барона де Монтобана, женившегося на демуазели Мартен, подтвержденного в принадлежности к знати 5 июня 1669, с доказательствами, восходящими к 1528 году, решением Клода де Безона, королевского интенданта в Лангедоке, и приговоренного к галерам как протестанта 5 февраля 1687, и дедом Поля де Комона, барона де Монбетона, женатого на демуазели Дюлон, зарегистрировавшего свой герб в Общем гербовнике в 1696 году и имевшего единственную дочь, принесшую Монбетон в приданое г-ну Далье.
Происхождение линии Эркюля де Комона, сьёра де Бовилла, вызывало сомнение у историков и генеалогов. Сам Эркюль, составивший свое завещание 28 августа 1649, не упоминается в качестве оруженосца в документах, собранных Бернаром Шереном. В пользу его происхождения говорит решение, вынесенное 30 ноября 1618 сенешалем Тулузы в связи с жалобой, поданной сьёром де Бовилла на своего единокровного брата, хотя потомки Эркюля в 1756 году смогли предоставить в качестве доказательства только его заверенную копию.
Эркюль был капитаном лесничим леса Сен-Поркье в диоцезе Монтобана, и передал эту должность своему старшему сыну Франсуа. Сыновья Эркюля также были подтверждены в принадлежности к нобилитету интендантом Безоном 5 июня 1669, хотя доказательства их знатности были довольно слабыми и один из братьев, Жан де Комон, сьёр де Бовилла, был 1 марта 1670 приговорен тем же Безоном к штрафу за узурпацию знатности. Именно на сыновьях Эркюля и их двоюродном брате Давиде де Монбетоне отец Ансельм заканчивает генеалогию этой ветви дома Комонов. Потомки Франсуа де Комона проживали в лесу Сен-Поркье, но его правнук Бертран Номпар стал королевским гвардейцем и после смерти сыновей Армана Номпара де Комон-Лафорса оказался единственным его родственником по мужской линии. Герцог де Лафорс признал его членом рода и в 1757 году выдал за Бертрана, получившего титул маркиза де Лафорса, свою внучку, наследницу земель герцогства.
Старший сын Бертрана Номпара Луи-Жозеф Номпар после вступления в брак в 1784 году стал именоваться наследным герцогом де Лафорсом, в 1786 году прошел проверку на благородное происхождение у гербового судьи д'Озье де Сериньи для поступления в элитную военную школу, куда принимали только дворян, имевших четыре поколения благородных предков, а в 1787 году стал герцогом по патенту. В 1815 и 1817 годах Людовик XVIII сделал его наследственным герцогом и пэром. Бездетному Луи-Жозефу в 1838 году наследовал его брат Франсуа-Филибер-Бертран Номпар, от которого происходит ныне существующая линия герцогов де Лафорс. Его сын Огюст-Люк Номпар был сенатором Второй империи, а правнук Огюст Номпар членом Французской академии и известным историком, оставившим, кроме прочего, биографии своих знаменитых родственников маршала Лафорса и герцога де Лозёна.

### Комон-Лозёны

Герб Комон-Лозёнов

Дом Комон-Лозёнов, по мнению большинства генеалогов, имеет общее происхождение с Комон-Лафорсами, и одним из наиболее серьёзных оснований так считать служит частое использование и теми, и другими имени Номпар, которое некоторые авторы даже считают патронимом.
Основатель рода Номпар де Комон, упомянутый в актах 1211, 1218 и 1242 годов, считается, хотя тому нет доказательств, братом Бегона, сеньора де Комона и Кастельно, от которого Ше д'Эст-Анж начинает филиацию Комон-Лафорсов. Потомки Номпара стали сеньорами городка Лозён в Ажене, в окрестностях Марманда, и в 1570 году добились его возведения в ранг графства.
Габриель Номпар де Комон, граф де Лозён, в 1630 году женился на Шарлотте де Комон-Лафорс. Его сын Антонен Номпар, знаменитый куртизан Людовика XIV, которого современники считали тайным мужем принцессы Анны Марии Луизы Орлеанской, в 1692 году получил герцогский титул, был женат на дочери маршала Лоржа и умер, не оставив потомства.
Старшая из его сестер вышла в 1663 году замуж за Армана Ботрю, графа де Ножана, ее дочь Мари-Антонина де Ботрю-Ножан унаследовала владение Лозён, которое принесла в приданое маршалу Бирону, внук которого Арман-Луи де Гонто некоторое время титуловался герцогом де Лозёном.
В этом роду были два рыцаря ордена Святого Духа.
О гербе Лозёнов существовали различные мнения, одни считали его первоначальным гербом Комонов, который старшая линия Лафорсов сменила на трех золотых леопардов в лазурном щите, а младшая сохранила таким, как он изображен на колоколе приходской церкви Лозёна, отлитом в 1268 году; другие полагали, что его принял основатель этой линии Номпар де Комон; третьи пришли к выводу, что дома Комон-Лафорсов и Комон-Лозёнов имеют различное происхождение.
Жан-Батист де Курсель считает, что имя Номпар, которое носили почти все Лозёны, представляет собой аллюзию на их герб (разделенный на три равные части золотой, червленой и лазурной полосами), поскольку «Nompar» напоминает (un partition) non paire (непарное разделение герба).

### Комон-Кастельно
Четвертая дочь Бертрана Номпара де Комона, маркиза де Лафорса, Жозефина-Луиза, вдова графа де Менара, убитого в эмиграции в 1797 году, имела от британского принца-регента, позднее короля Георга IV, сына Франсуа Луи Номпара де Комон-Лафорса (1802—1880), графа де Кастельно, известного натуралиста, французского консула в Сиднее и Мельбурне. Его единственный сын Людовик де Комон (1835—1888), граф де Кастельно, был холост.